# Stiepan Wostriecow
Stiepan Siergiejewicz Wostriecow (ur. 17 grudnia?/29 grudnia 1883 w Kazancewie, zm. 3 maja 1932 w Nowoczerkasku) – radziecki wojskowy, uczestnik wojny domowej w Rosji po stronie czerwonych.

## Życiorys
Pochodził z rodziny chłopskiej. Z zawodu był kowalem. W 1905 wstąpił do partii mienszewickiej i pozostawał jej członkiem do 1918. Powołany do wojska w 1906, trzy lata później został skazany na trzy lata więzienia za prowadzenie agitacji rewolucyjnej wśród żołnierzy. Brał udział w I wojnie światowej, dosłużył się stopnia chorążego, otrzymując awans za odwagę. Trzykrotnie otrzymał krzyż św. Jerzego.
Od 1918 służył w Armii Czerwonej. Od czerwca 1919 r. dowodził jednym z pułków 27 Dywizji Strzeleckiej, a później całą 27 DS, razem z nią brał udział w operacjach przeciwko białej Armii Rosyjskiej adm. Aleksandra Kołczaka. Za udział w operacji czelabińskiej (lipiec-sierpień 1919 r.) został odznaczony Orderem Czerwonego Sztandaru. Wyróżnił się również podczas operacji omskiej w listopadzie tego samego roku. W 1920 r. brał udział w wojnie polsko-bolszewickiej, otrzymał kolejny Order Czerwonego Sztandaru za udział w walkach o Mińsk. W 1920 wstąpił do partii bolszewickiej. W 1921 został naczelnikiem zarządu wojsk granicznych CzK na Syberii.
W 1922 był zastępcą dowódcy 2 Nadamurskiej Dywizji Strzeleckiej w armii Republiki Dalekiego Wschodu. Brał udział w operacji spasskiej, która była jednym z etapów rozbicia ostatnich oddziałów białych na Dalekim Wschodzie. W czerwcu 1923 rozbił oddział Piepielajewa nad Morzem Ochockim. Za obydwie te operacje otrzymał kolejne dwa Ordery Czerwonego Sztandaru. Był jednym z czterech czerwonych dowódców (obok Janisa Fabriciusa, Iwana Fiedki i Wasilija Blüchera), którzy podczas wojny domowej w Rosji zostali nim odznaczeni czterokrotnie.
W latach 1924–1927 dowodził 27 Dywizją Strzelecką, następnie 51 Dywizją Strzelecką. Ukończył wyższe kursy wojskowo-akademickie w 1927. W latach 1929–1930 był dowódcą 18 korpusu strzeleckiego, służył na Dalekim Wschodzie. Dowodził Zabajkalską grupą wojsk podczas konfliktu radziecko-chińskiego w 1929.